# Гессен, Лазарь Ильич
Лазарь Ильич Гессен (1889, Короча, Курская губерния — 1932) — советский полиграфист и книговед, автор пособий по оформлению книги, один из первых технических редакторов, преподаватель ЛГУ и Ленинградского государственного полиграфического техникума.

## Биография
Родился в 1889[уточнить] году в городе Короче в семье Ильи Александровича Гессена и Иды Абрамовны. 
Окончил Александровскую мужскию гимназию в Короче. 
Илья Александрович Гессен был переплётчиком, владел типографией в Харькове, потом в Белгороде (закрыта в 1884 году); в 1887 году открыл типографию в Короче. В типографии Гессена печатались в основном малоформатные  и малостраничные издания. В 1898 году он вновь подал прошение на открытие типографии в Белгороде, но получил отказ (не помогла и жалоба в Правительственный сенат); повторные прошения в 1903 и 1907 годах также были отклонены (в деле по поводу последнего прошения указывалось, что его сын Лазарь Ильич Гессен, студент Санкт-Петербургского университета, «вращался в кругу лиц, политически неблагонадежных, был замечен в изготовлении противоправительственных прокламаций, за что содержался в тюрьме». В 1909 году прошение за отца и брата подал Арнольд Ильич Гессен, который уже в студенческие годы работал журналистом, но все прошения до 1911 года, в том числе и от его сына Льва, так и остались неудовлетворены. 
В 1926—1927 гoдах Л. И. Гессен читал лекции в Ленинградском государственном техникуме печати по предмету «Техническое оформление книги» и на материалах этих лекций создал первое в нашей стране практическое руководство для технических редакторов «Оформление книги. Руководство по подготовке рукописи к печати». В 1930—1931 годах старший преподаватель историко-лингвистического факультета Ленинградского университета.
В последние годы жизни подвергся травле в печати за «формализм» во взглядах на оформление советской книги. Вынужден был публично оправдываться.
Второе издание «Оформления книги» Гессен выпустить не успел. В 1931 году сообщалось, что книга уже находится в печати. Однако, вышло издание только после смерти автора в 1935 году, будучи завершённым «на основе черновых материалов» Гессена его коллегой Г. Г. Гильо.
Скончался в 1932[уточнить] году[где?].

## Семья
Жена — Дина Яковлевна Гессен (в девичестве Дина Янкелевна Долгиновер), дочь санкт-петербургского купца второй гильдии. Сын — Яков Лазаревич Гессен (1920—1942), погиб в феврале 1942 года в блокадном Ленинграде, проживал на ул. Белинского, д. 11, кв. 20, похоронен на Красненьком кладбище.
Братья — Арнольд Ильич Гессен, журналист и пушкинист; Абрам Ильич Гессен (1897—1965), гигиенист, кандидат медицинских наук, автор переиздававшегося учебника «Гигиена и санитария на пищевых предприятиях»; Сергей, Лев и Эрнест. Сёстры Роза (1885—1968) и Эсфирь. Племянник — архитектор Александр Эрнестович Гессен (1917—2001), архитектор-реставратор.

## Библиография

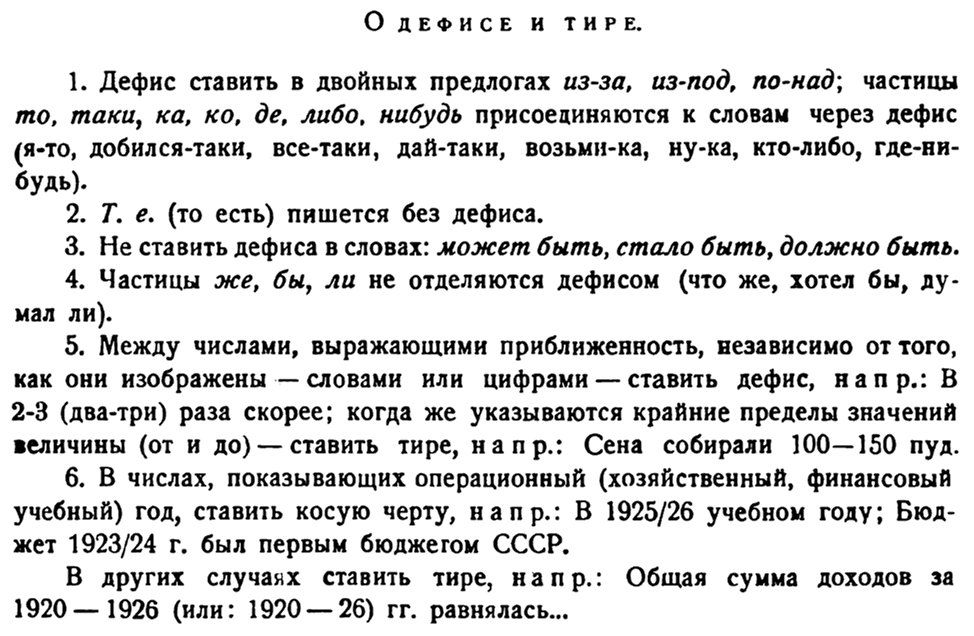
фрагмент книги / Л. Гессен препод. Ленингр. госуд. техникума печати.